# 東宮永村
東宮永村（ひがしみやながむら）は、福岡県山門郡にあった村。現在の柳川市の一部。

## 地理
沖端川の下流左岸に位置した。

## 歴史
- 1889年（明治22年）4月1日 - 町村制の施行により、山門郡下宮永村、佃村が合併して村制施行し、東宮永村が発足[1][2]。役場を佃に設置した[1]。
- 1927年（昭和2年）- 対米南に村役場を設置。1985年、対米公民館に転用[1]。
- 1951年（昭和26年）4月1日 - 山門郡柳河町、城内村、沖端村、西宮永村、両開村と合併して柳川町を新設して廃止された[1][2]。